# Francisco Rodríguez (polityk)
Francisco Antonio Rodríguez Poveda (ur. 24 listopada 1938) – panamski polityk i inżynier, minister rozwoju rolnictwa od 1978 do 1981, tymczasowy prezydent Panamy od 1 września do 20 grudnia 1989 z ramienia Demokratycznej Partii Rewolucyjnej.
Rodriguez był ostatnim prezydentem Panamy ery generała Manuela Noriego, który sprawował faktyczną władzę w kraju. W grudniu 1989 Rodriguez został zmuszony do oddania stanowiska demokratycznie wybranemu kandydatowi na prezydenta Guillermo Endarze.